# Ojo Caliente Spring
Ojo Caliente Spring est une source chaude située dans le Lower Geyser Basin dans le parc national de Yellowstone.
Il fait partie du River Group, dont fait également partie Azure Spring, et est situé à quelques mètres de la Fountain Flats Freight Road sur la rive nord de la rivière Firehole.
En espagnol, ojo caliente signifie « œil chaud ». C'est une source dont l'eau est alcaline et très chaude et qui, à l'extrémité nord de la source, bout et jaillit constamment à une hauteur de 30-51 cm.